# 弾丸 NO LIMIT
弾丸 NO LIMIT（だんがんノーリミット）は、日本のヴィジュアル系ロックバンド。所属レーベルはRiostar Records（ライオスターレコーズ）。2014年1月5日に情報解禁され、活動を開始。

## 概要
バンド名はギターの蓮がメンバーに投げかけた”弾丸”というキーワードに”NO LIMIT”を合体させたもの。「自分たちの可能性に限界を作りたくない」「昨日の自分より今日の自分」という意味を込めて”NO LIMIT”という言葉を選んだ。覚えてもらうために耳に残るバンド名にしたかったという。
コンセプトはヴォーカルを最大限に活かしたメッセージ性の強い音楽をやることで、ネガティブな気持ちに負けず強く夢に向かって変わって行こうというポジティブなメッセージを表現することが一貫したテーマであるとしている。

## メンバー
未夢（みゆう）
担当 Vocal
東京都出身。12月11日生まれ。血液型はA型。
Leo（れお）
担当 Guitar
東京都出身。8月1日生まれ。血液型はO型。
ちか
担当 Bass
東京都練馬区出身。4月23日生まれ。血液型はO型。
悠介（ゆうすけ）
担当 Drums
愛知県名古屋市出身。10月21日生まれ。血液型はA型。

### 旧メンバー
蓮（れん）
担当 Guitar
東京都出身。6月18日生まれ。血液型はAB型。

## 来歴
2014年1月5日に赤坂BLITZにて開催されたライブイベント『Resistar Records PRESNTS 治外法権-新春だょ全員集合!!-』にてお披露目ライブを行う。新レーベルRiostar Recordsの発足と共に第一弾アーティストとしての発表がされ、活動を開始。5月28日に1stシングル「不完全な僕の…」を発売。リリースに伴い初の全国ツアーを行う。10月15日には1st ミニアルバム『ブラックポジティブ』を発売し、10月19日に初の主催ライブ『Get a life NO LIMIT vol.1』を開催。
2015年1月17日には活動1周年を記念し、1st ワンマンライブ『JIGGY th BULLET』を池袋EDGEにて行う。5月27日には約1年ぶりとなる2ndシングル「フィクションアレルギー」が発売される。さらに5月31日には『Get a life NO LIMIT vol.2』を開催。この公演はソールドアウトした。7月、8月、9月に3カ月連続（新宿、池袋、渋谷）で弾丸 NO LIMIT主催3マンライブ『三銃士』を開催。8月21日の「三銃士〜真夏の池袋編」池袋EDGE公演を以ってギターの蓮が脱退し、4人で活動して行くことが発表された。

## ディスコグラフィ

### シングル
| 枚  | 発売日        | タイトル               | 規格品番                                  |
| --- | ------------- | ---------------------- | ----------------------------------------- |
| 1st | 2014年5月28日 | 不完全な僕の…          | RIOC-001/002（初回盤） RIOC-003（通常盤） |
| 2nd | 2015年5月27日 | フィクションアレルギー | RIOC-019/020（初回盤） RIOC-021（通常盤） |

### ミニアルバム
| 枚  | 発売日         | タイトル           | 規格品番                                  |
| --- | -------------- | ------------------ | ----------------------------------------- |
| 1st | 2014年10月15日 | ブラックポジティブ | RIOC-004/005（初回盤） RIOC-006（通常盤） |

## タイアップ
| 楽曲                   | タイアップ                                                  |
| ---------------------- | ----------------------------------------------------------- |
| フィクションアレルギー | テレビ東京『ざっくりハイタッチ』5月度エンディング・テーマ。 |
| フィクションアレルギー | TOKYO MX『LIFE IS V』6月度エンディング・テーマ。            |